# Megalagrion
Megalagrion(лат.) — рід бабок з родини стрілок (Coenagrionidae), що нараховує 24 види і 6 підвидів. Вперше описаний англійським ентомологом Робертом Маклахланом в 1883 році. Ендемічний для Гавайських островів. Перші представники роду з'явилися близько 10 млн років тому в пізньому міоцені. Імаго більшості видів мають червоне забарвлення, самки іноді зеленуваті. Личинки мають зеленувате або блідо-коричневе забарвлення, на кінці черевця три зябра, розвиваються в гірських водотоках або стоячих водоймах, фітотельматах або в лісовий підстилці. 10 видів роду включені в список загрозливих видів Міжнародного союзу охорони природи як рідкісні та зникаючі.